# 朔州主教座堂
朔州主教座堂现位于中国山西省朔州市云巷路、塞北烈士陵园东北侧，为天主教朔州教区的主教座堂。该教堂曾三易其址，最初在朔州城区南约十里的新安庄（旧称米昔马庄），为建于1913年的哥特式建筑，坐南朝北，1946年后先后被贺龙第三中学、绥蒙军区和朔县师范占用，其钟楼毁于文革期间，1996年归还教会（今为新安庄天主堂）。1990年在师范西北角建新堂，但因新安庄交通、通讯不方便，2000年再次迁入城区内今址。现建筑建于1998年-2000年7月，奉圣母为主保，坐西向东，采用哥特式建筑风格，长40米，宽16米，高12米，设有两座高32.8米的钟楼。